# Clocher à bulbe

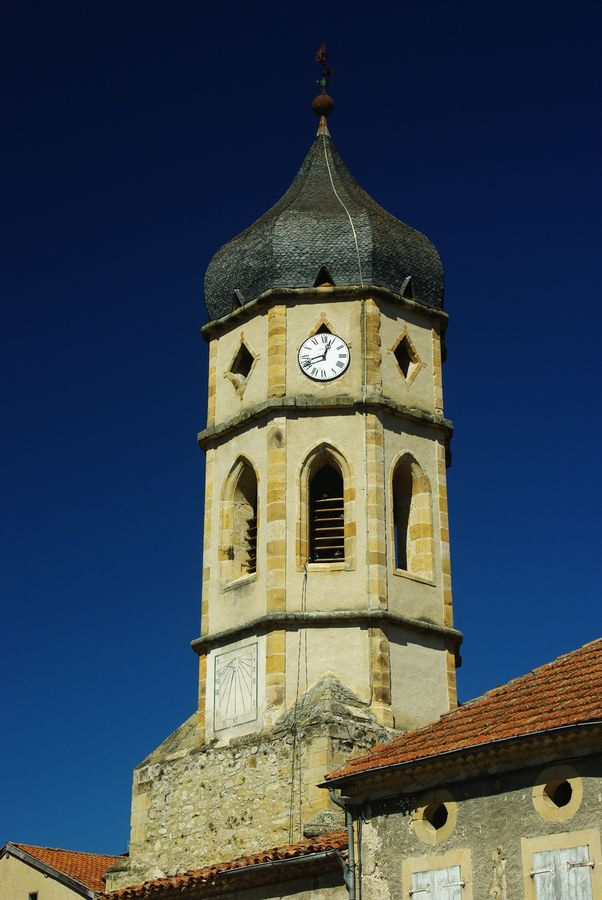
L'église Saint-Étienne du Mas-d'Azil, en Ariège.

Le clocher à bulbe, également appelé oignon, est un corps d'ouvrage composé d'un dôme galbé couronnant un clocher. C'est une caractéristique de l’architecture religieuse baroque, avec notamment les bulbes dorés accompagnant la coupole centrale des églises orthodoxes de l'Europe orientale ou les toitures à bulbe des clochers de l'Europe centrale. Dans le Saint-Empire romain germanique, les clochers à bulbe baroques sont nombreux particulièrement en Bavière, en Forêt-Noire, en Autriche et les pays slaves. Son développement dans le duché de Savoie provient de cette influence germanique,. Dans certaines régions, ils sont remis au goût du jour par l'architecture néo-baroque, particulièrement en Alsace, en Lorraine, en Suisse alémanique ainsi que dans la région franco-belge du Hainaut.
On trouve également deux églises à clocher à bulbe en Ariège à Caumont et au Mas-d'Azil, rares exemples dans le sud de la France, aux pieds des Pyrénées. L'église Saint-Étienne du Mas-d'Azil datant du XVIIIe siècle est construite sur les anciens vestiges d'une puissante abbaye bénédictine fondée en 1286, à l'origine de l'édification de la bastide du Mas-d'Azil.

## Description
Le clocher à bulbe est un toit dont le plan est centré à versant continu ou à pans. Il est également galbé suivant une courbe alternativement concave ou convexe, les parties convexes formant des renflements surplombant les parties concaves. On l’appelle aussi « oignon » ou « rave ».
Ce type de clocher est souvent couronné par une lanterne, un lanternon, une flèche, une croix.

## La Russie orthodoxe
Les clochers à bulbe sont caractéristiques de l'architecture religieuse russe. Les Russes, lorsqu'ils adoptent la religion chrétienne, n'ont pas d'art propre : ils empruntent alors les formules architecturales byzantines, notamment les coupoles hémisphériques. La neige trop lourde menaçant ce type de structure, ils rehaussent ces dômes en coupoles en forme de casque puis en formes de bulbes évoquant la flamme d'un cierge.

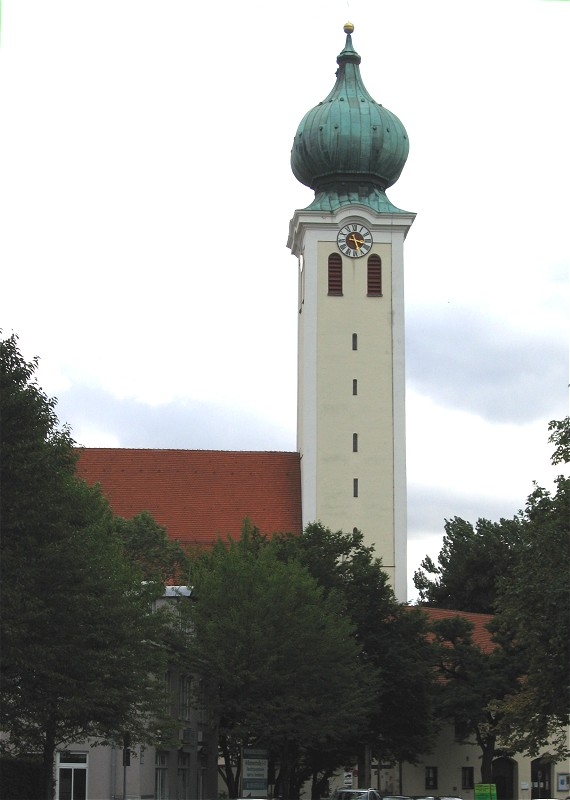
Sankt Maria à Munich (Ramersdorf).
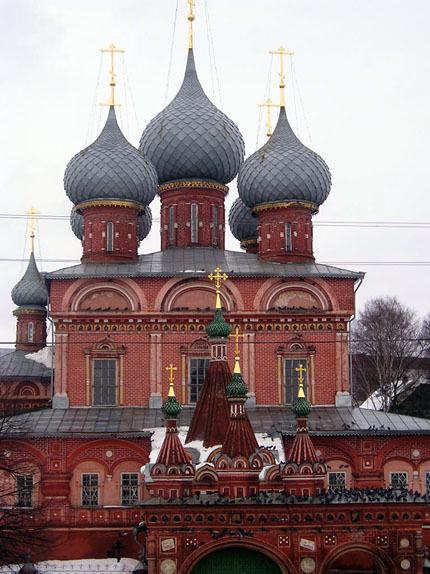
L'église de la Résurrection (Kostroma).
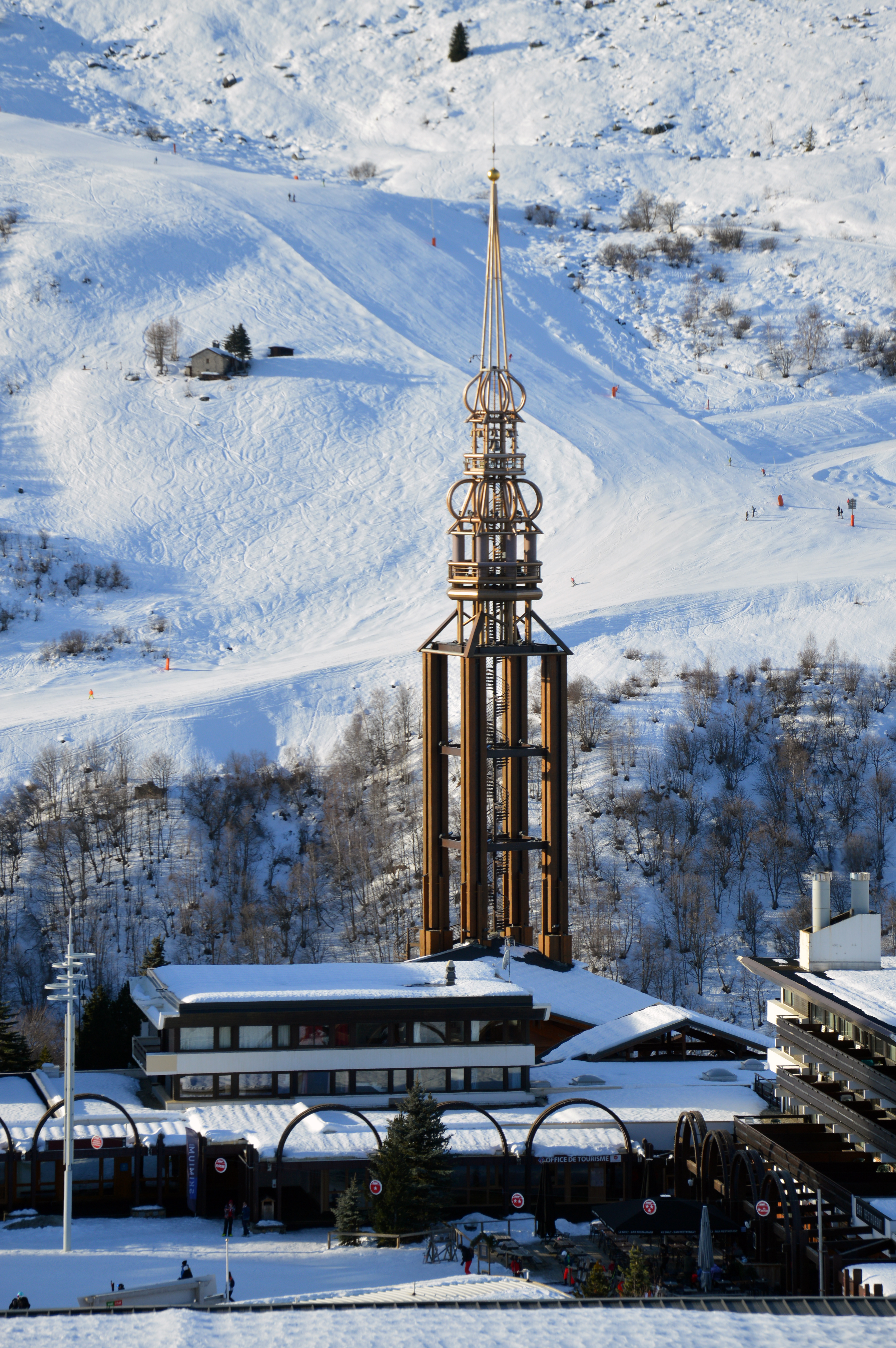
Clocher à bulbe moderne aux Ménuires.

## Clochers à bulbe savoyards

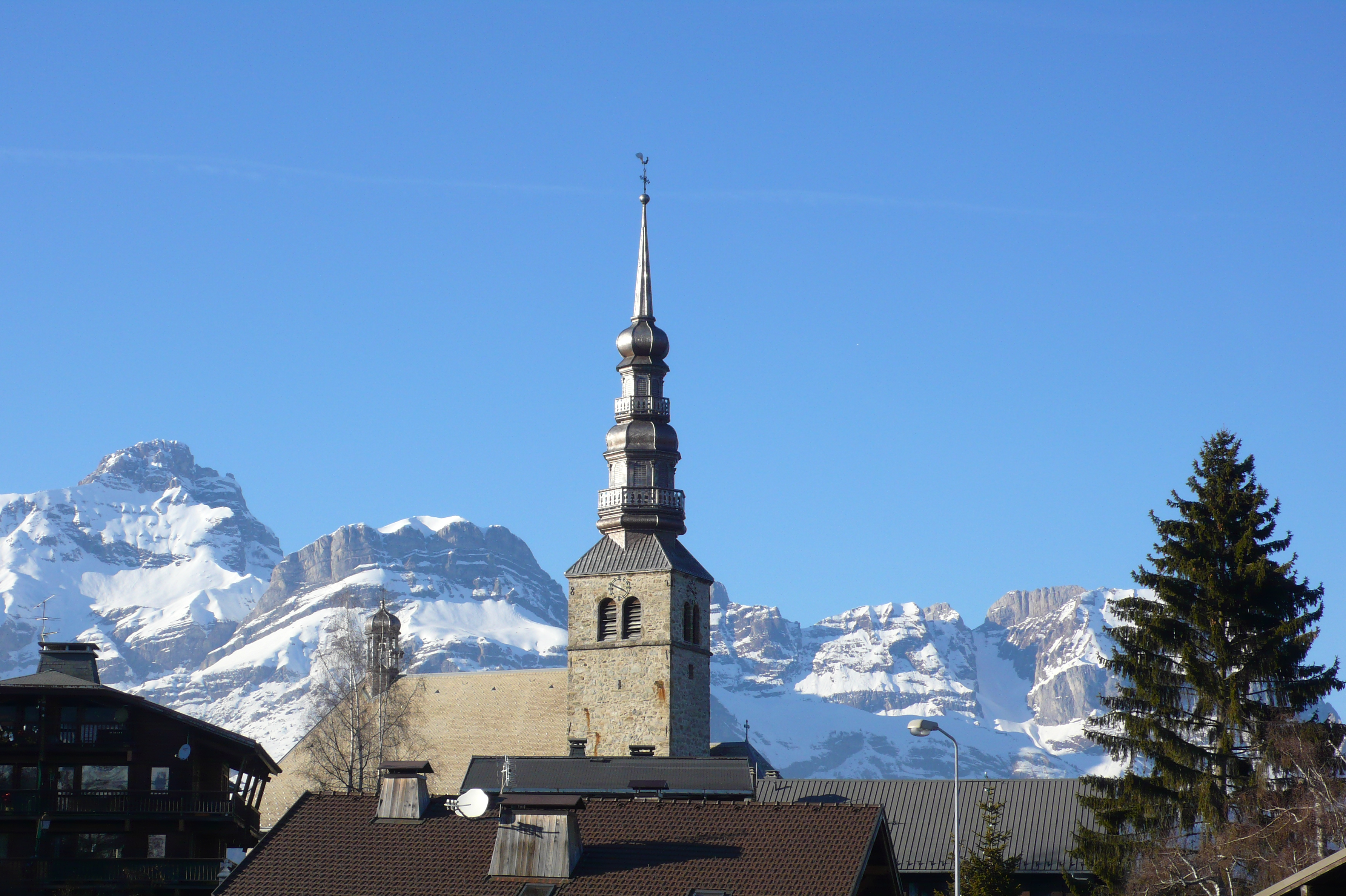
Le clocher de Combloux.

En Savoie, une grande densité de ces édifices se situe dans la vallée du Giffre, le Beaufortain, le Faucigny, le Chablais et le val d'Arly. Cette architecture trouve son origine dans les migrations des populations locales vers le monde germanique,.
- En 1687, le tout premier clocher à bulbe dont on ait connaissance est celui qui fut réalisé sur un dessin de Jean Cavoret pour les besoins de la seconde Visitation d’Annecy qui est aujourd'hui connue sous le nom d'« église Saint-François ».
- L’un des derniers clochers à bulbe dont on ait connaissance est celui se trouvant sur la commune de Megève. Il fut érigé vers 1758 d'après les plans de Muffat au bénéfice de l'église Saint-Jean-Baptiste.

## Clochers à bulbe alsaciens et lorrains
À côté de la Savoie, deux autres régions françaises comptent un grand nombre de clochers à bulbe, à savoir l'Alsace et la Lorraine (la Franche-Comté voisine possédant par contre surtout des dômes « à l'impériale »).
Les clochers à bulbe sont fréquents dans ces deux régions à partir du XVIIIe siècle, même si un certain nombre a disparu lors des deux guerres mondiales ou des reconstructions d'églises du XIXe siècle. À côté des clochers de type germanique, de forme plus arrondie, on rencontre dans les Vosges également des clochers à bulbe caractéristique, très trapus et composés de plusieurs arêtes.
En Alsace, il y a surtout des clochers de type germanique de l'abbaye d'Ebersmunster, ceux des églises Saint-Fridolin et Saint-Antoine de Mulhouse, celui de l'église d'Ebersheim ou encore les bulbes vosgiens des églises de Sainte-Marie-aux-Mines ou Saint-Amarin.
En Lorraine, on mentionnera les clochers germaniques des églises de Saint-Quirin et Saint-Avold, des églises de Freyming-Merlebach, ainsi que les clochers vosgiens des églises de Bertrimoutier, Provenchères-sur-Fave, Remiremont, Diebling ou encore de la cathédrale Saint-Dié de Saint-Dié-des-Vosges.

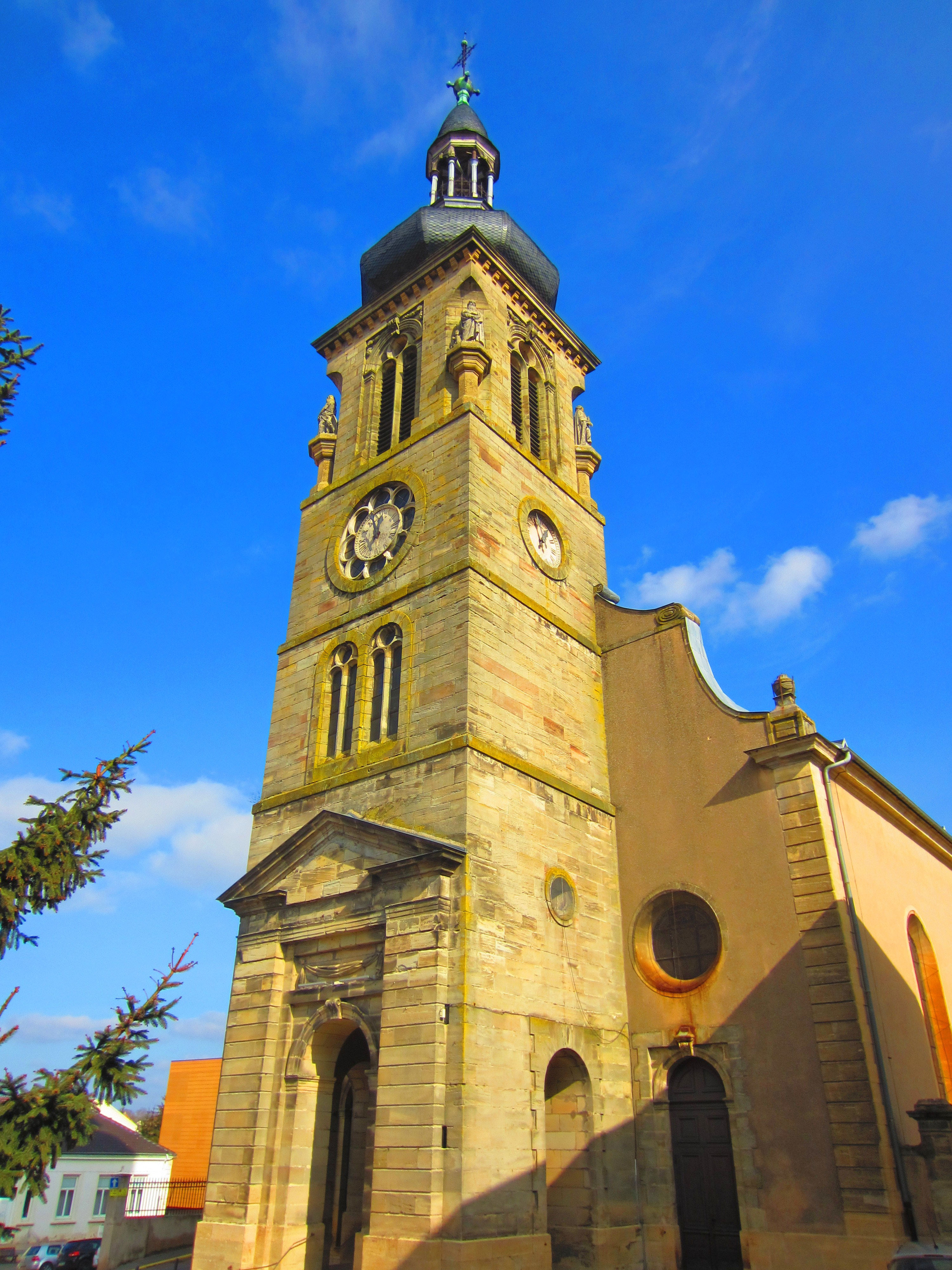
L'église Saint-Étienne de Boulay-Moselle.
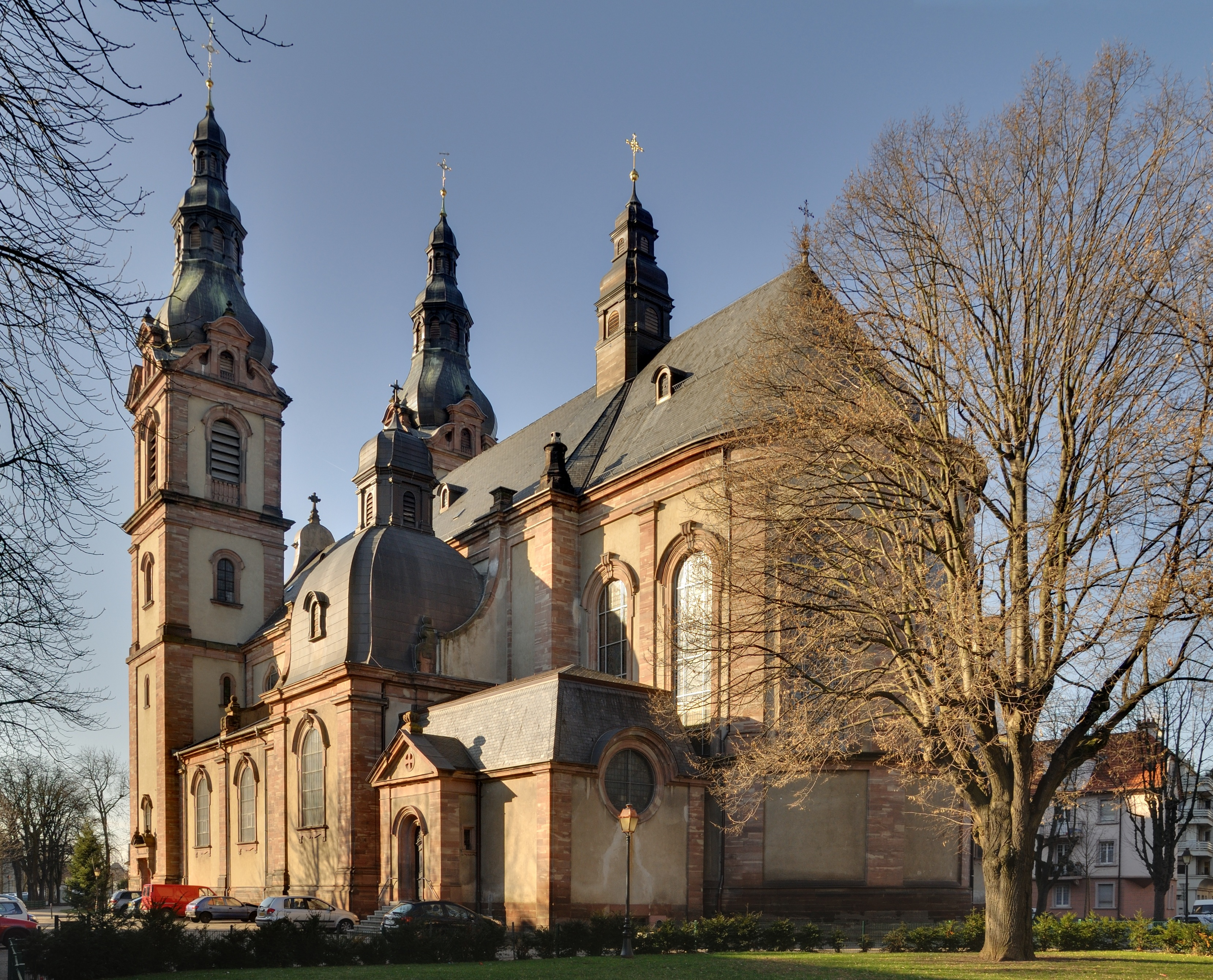
Les clochers à bulbe de l'église Saint-Fridolin de Mulhouse.
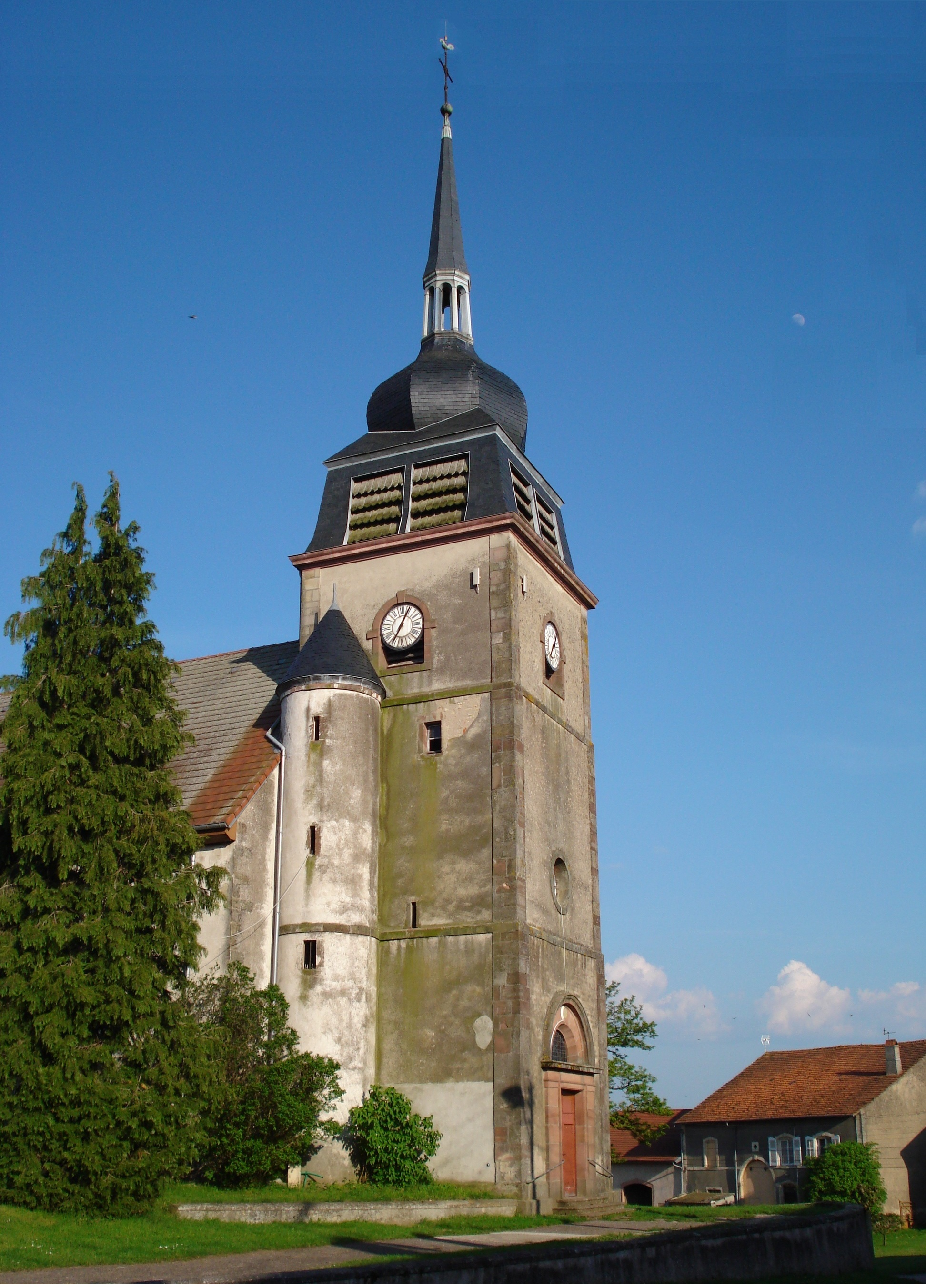
Clocher à bulbe de l'église de Domjevin reconstruit après la Première Guerre mondiale quasi identiquement à celui de 1733.
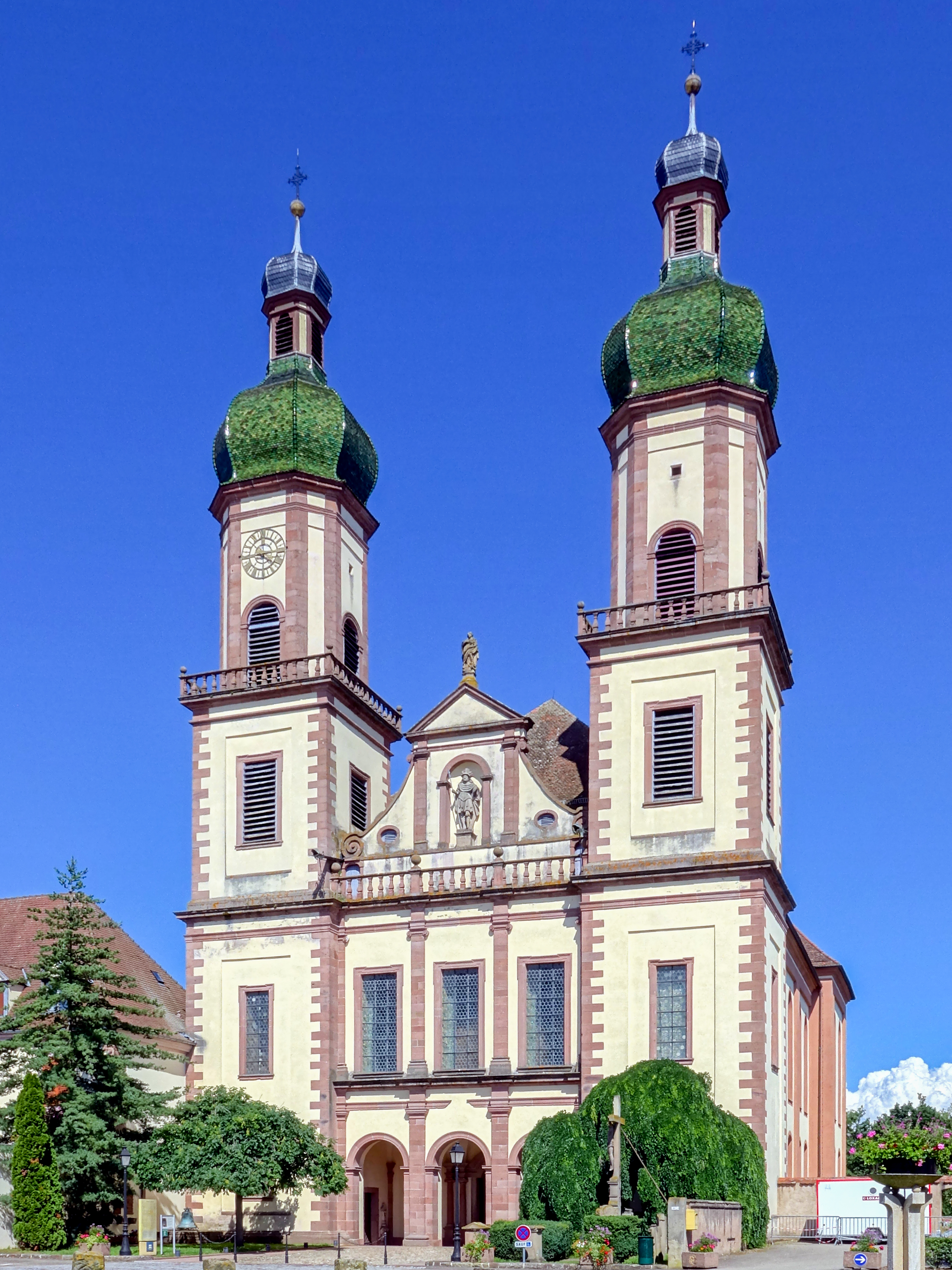
Les deux tours de façade de l'abbaye d'Ebersmunster sont couronnées de deux bulbes superposés à huit pans et séparés par un lanternon ajouré.
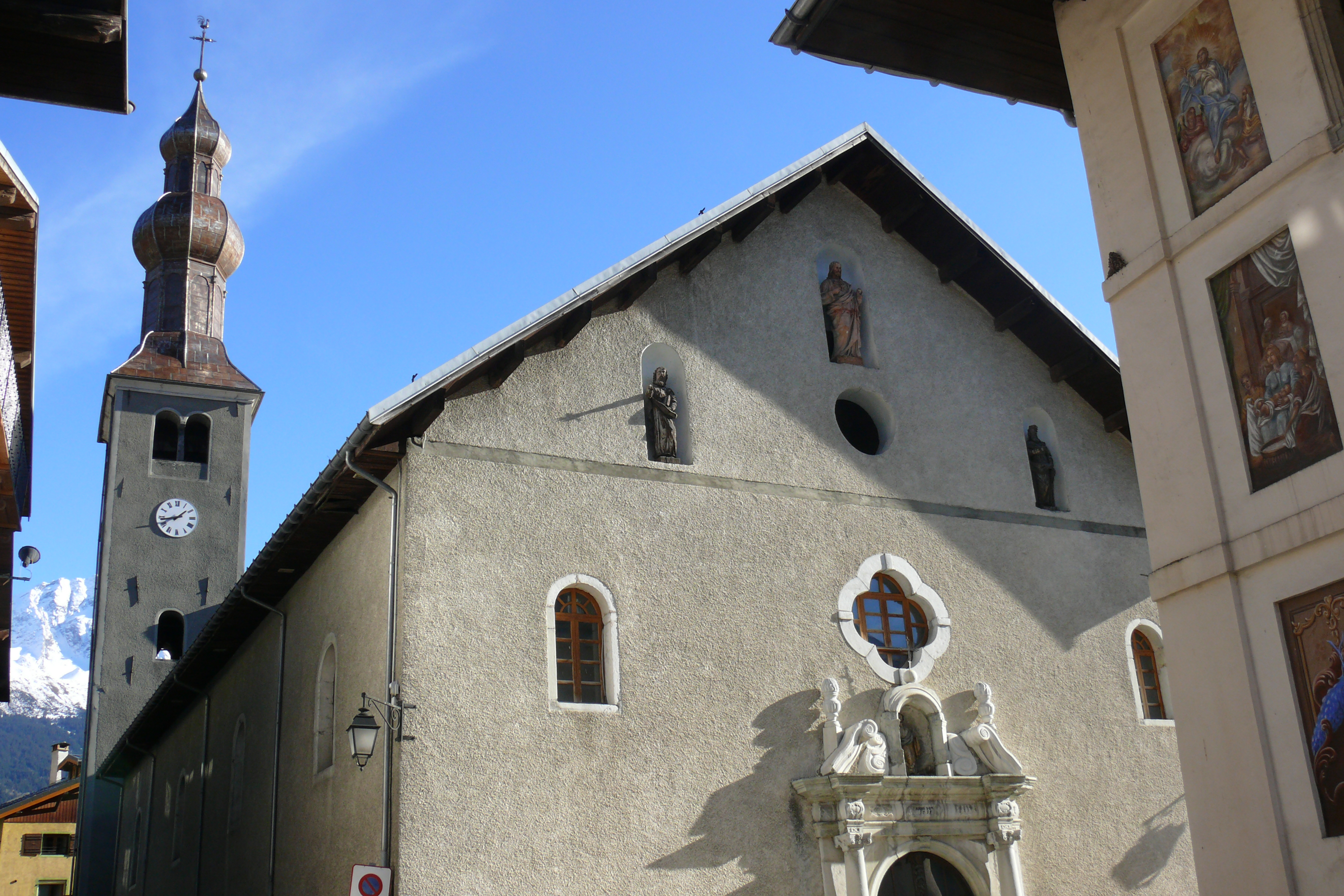
Flèche à double bulbe de l'église Saint-François-de-Sales de Bozel. Le second bulbe, en oignon, est surmonté d'un globe, d'une croix et d'un coq.

## Clochers à bulbe hennuyers

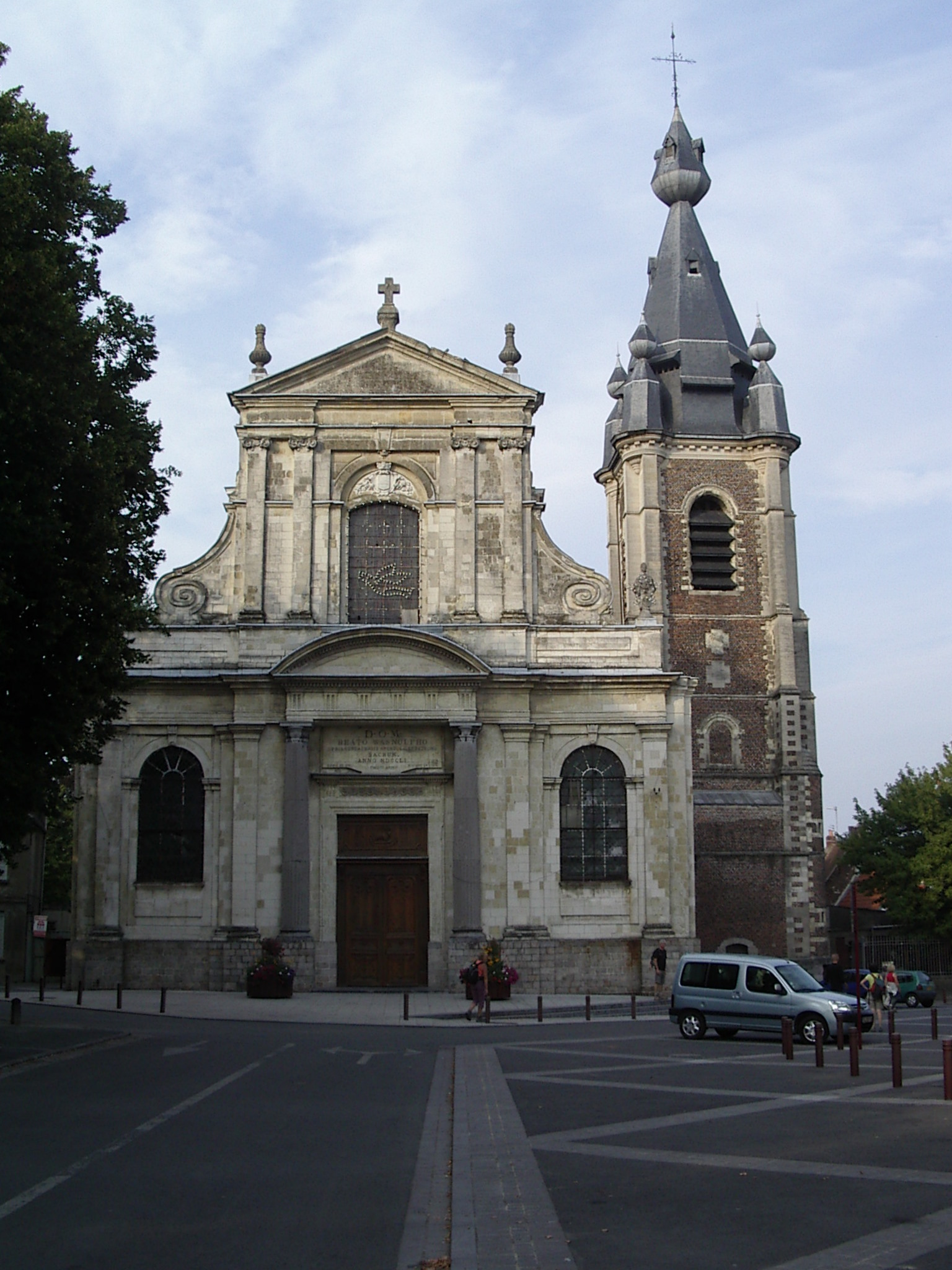
Le clocher aux cinq bulbes de l'église Saint-Wasnon de Condé-sur-l'Escaut.

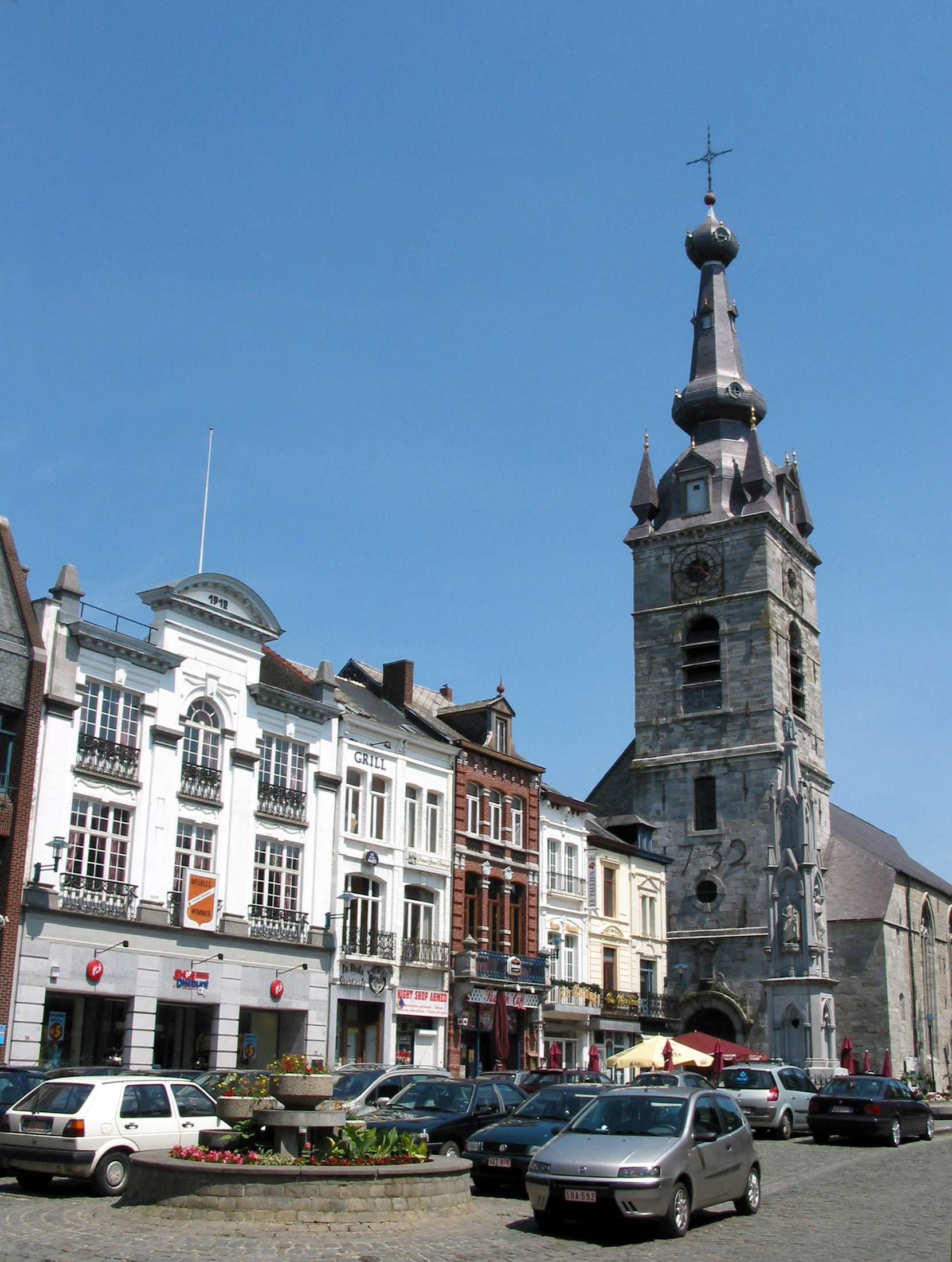
Le clocher à bulbe de la collégiale Saints-Pierre-et-Paul de Chimay.

On dénombre de nombreux cloches à bulbe dans la région transfrontalière du Hainaut.
Du côté français, plusieurs clochers sont remarquables. Parmi ceux-ci, on peut citer le clocher penché de l'église Saint-Pierre de Solre-le-Château. Le clocher de l'église Saint-Wasnon de Condé-sur-l'Escaut comptabilise cinq bulbes (un bulbe sur le clocher principal et quatre petits sur chaque clocher annexe). On peut aussi admirer celui de l'église Saint-Pierre de Berlaimont, de l'église Saint-Michel de Valenciennes ou encore celui du beffroi de l'hôtel de ville d'Armentières ou de Comines.
Dans le Hainaut belge, la ville de Chimay compte deux clochers à bulbe. Celui de la collégiale Saints-Pierre-et-Paul et celui du château des princes de Chimay. On peut aussi citer le clocher de l'église Sainte-Rictrude à Bruyelle et le clocher du beffroi de Mons ainsi que ceux de Namur et de Gembloux dans la province voisine de Namur.
Plusieurs beffrois avec clocher à bulbe sont admis au patrimoine mondial de l'UNESCO parmi les beffrois de Belgique et de France.

## Annexe